# Cengungklung
Cengungklung is een bestuurslaag in het regentschap Bojonegoro van de provincie Oost-Java, Indonesië. Cengungklung telt 1442 inwoners (volkstelling 2010).